# Jennifer Serrano

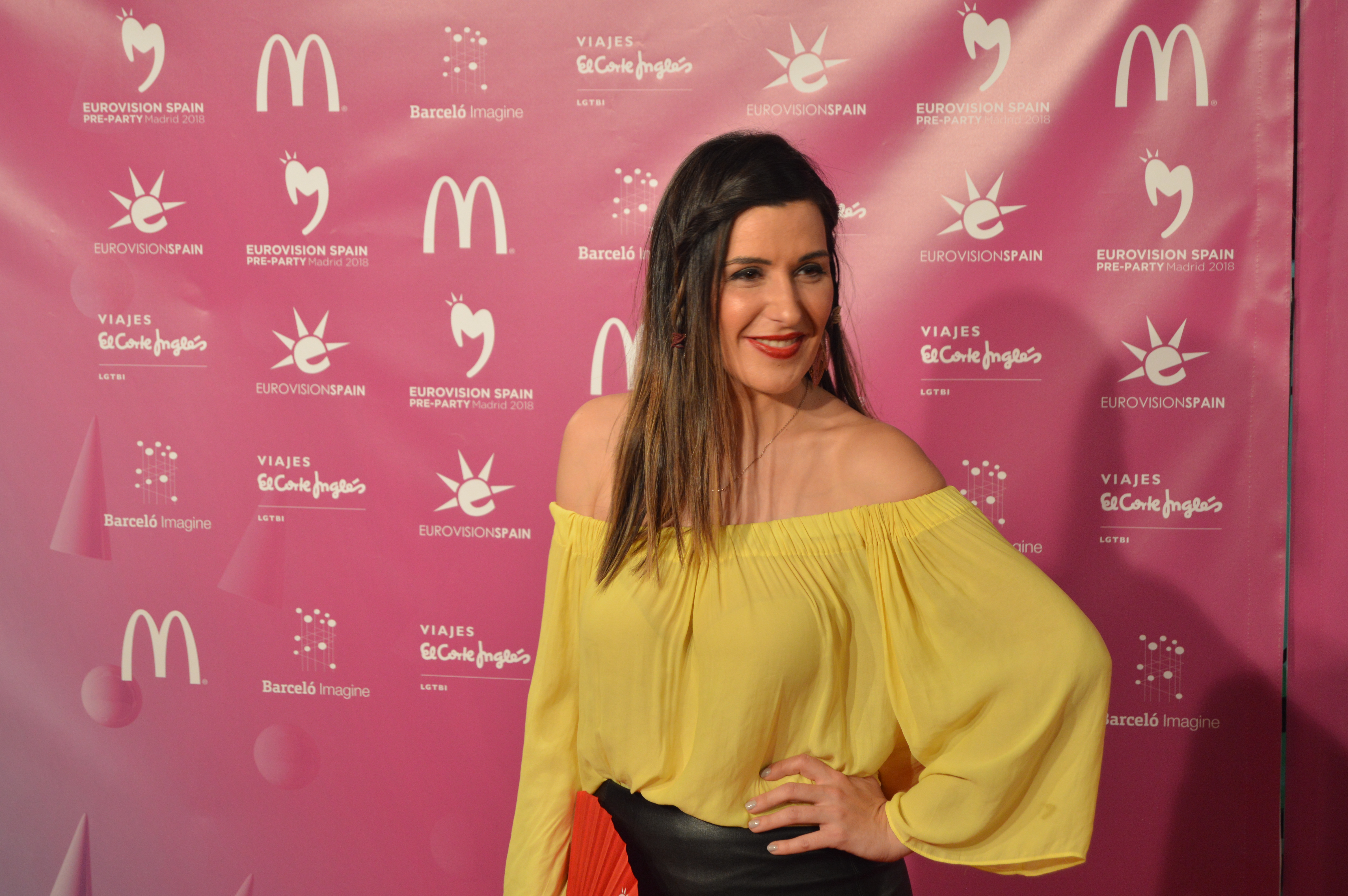
Jennifer Serrano (2018)

Jennifer Serrano, auch als Jenny bekannt (geb. 1984 in Mieres), ist eine spanische Popsängerin.

## Hintergrund
Jennifer Serrano wurde in der Region Asturien (Spanien) geboren. Sie ist jedoch nicht nur in Spanien bekannt, sondern vor allem im Kleinstaat Andorra beliebt.
Sie trat beim Eurovision Song Contest 2006 für Andorra mit dem Lied Sense tu an. Dort erreichte sie im Halbfinale mit nur 8 Punkten Platz 23, wurde somit letzte und schied für das Finale aus.